# Louis Fleeming Jenkin
Louis Fleeming Jenkin (ur. 22 sierpnia 1895 w Londynie, zm. 11 września 1917 pod Geluwe) – angielski as myśliwski z czasów I wojny światowej. Odniósł 22 zwycięstwa powietrzne.
Louis Fleeming Jenkin urodził się w Londynie (ojciec Austin Fleeming Jenkin, matka Betty Jenkin).
Po wybuchu wojny służył w pułku piechoty The Loyal North Lancashire Regiment. Po odbyciu szkolenia lotniczego, 15 maja 1917 roku, został skierowany do jednostki liniowej No. 1 Squadron RAF.
Pierwsze zwycięstwo powietrzne odniósł 23 maja 1917 roku nad samolotem Albatros D.III. W ciągu 2 miesięcy uzyskał tytuł asa i stał się jednym z najbardziej skutecznych pilotów myśliwskich zestrzeliwując 20 samolotów wroga. Po odbyciu miesięcznej przerwy od września 1917 roku powrócił do jednostki. 11 września rano Jenkin odniósł swoje 22 zwycięstwo nad samolotem Albatros D.V, wkrótce potem sam padł ofiarą pilota niemieckiego Otto Schmidta z Jasta 29.
Jerkin został pochowany na ARRAS FLYING SERVICES MEMORIAL w Pas de Calais we Francji.